# Сума активних температур
Сума активних температур — температура повітря, більша за біологічний мінімум протягом усього періоду вегетації. Використовуються для оцінки росту і розвитку рослин та комах протягом періоду їх розвитку.. Виділяють суму температур більшу 5 °C, більшу 10 °C або більше біологічного мінімуму температури, необхідної для розвитку певної рослини. Ця сума підраховується як сума середньодобових температур повітря за весь період, поки ці температури перевищують визначене значення.  При цьому середньодобові температури обчислюються як середнє арифметичне показань зовнішнього термометра вранці, опівдні, під кінець дня і опівночі (сума показань ділиться на чотири). Сума активних температур широко застосовується у сільському господарстві (рослинництві), вона є показником наявних ресурсів тепла і визначає можливість достигання тих або інших теплолюбних культур. В рівнинній частині України сума активних температур більших 10 °C коливається від 1600 °C на Розточчі до 3800-3900 °C на півдні Криму.